# Alex Kidd in Miracle World
Alex Kidd in Miracle World је видео-игра за осмобитну Sega Master System конзолу. Издата је у Јапану 1. новембра 1986. године. Била је веома популарна па се сматра најуспешнијом игром из Alex Kidd серијала. 